# 극문학
극문학(劇文學)은 무대 공연과 무대극 상영을 목적으로 하는 문학이며 희곡 및 각본 혹은 시나리오 등이 극문학의 범주에 속한다.

## 같이 보기
- 드라마